# Aeroportul Humacao
Aeroportul Humacao (IATA: HUC, FAA LID: X63) este un aeroport din Puerto Rico, Statele Unite ale Americii ce deservește zona Humacao. Aeroportul a fost tranzitat în septembrie 2020 de 140 de pasageri.
Situat la o altitudine de 10 m, aeroportul dispune de o singură pistă.